# Китен

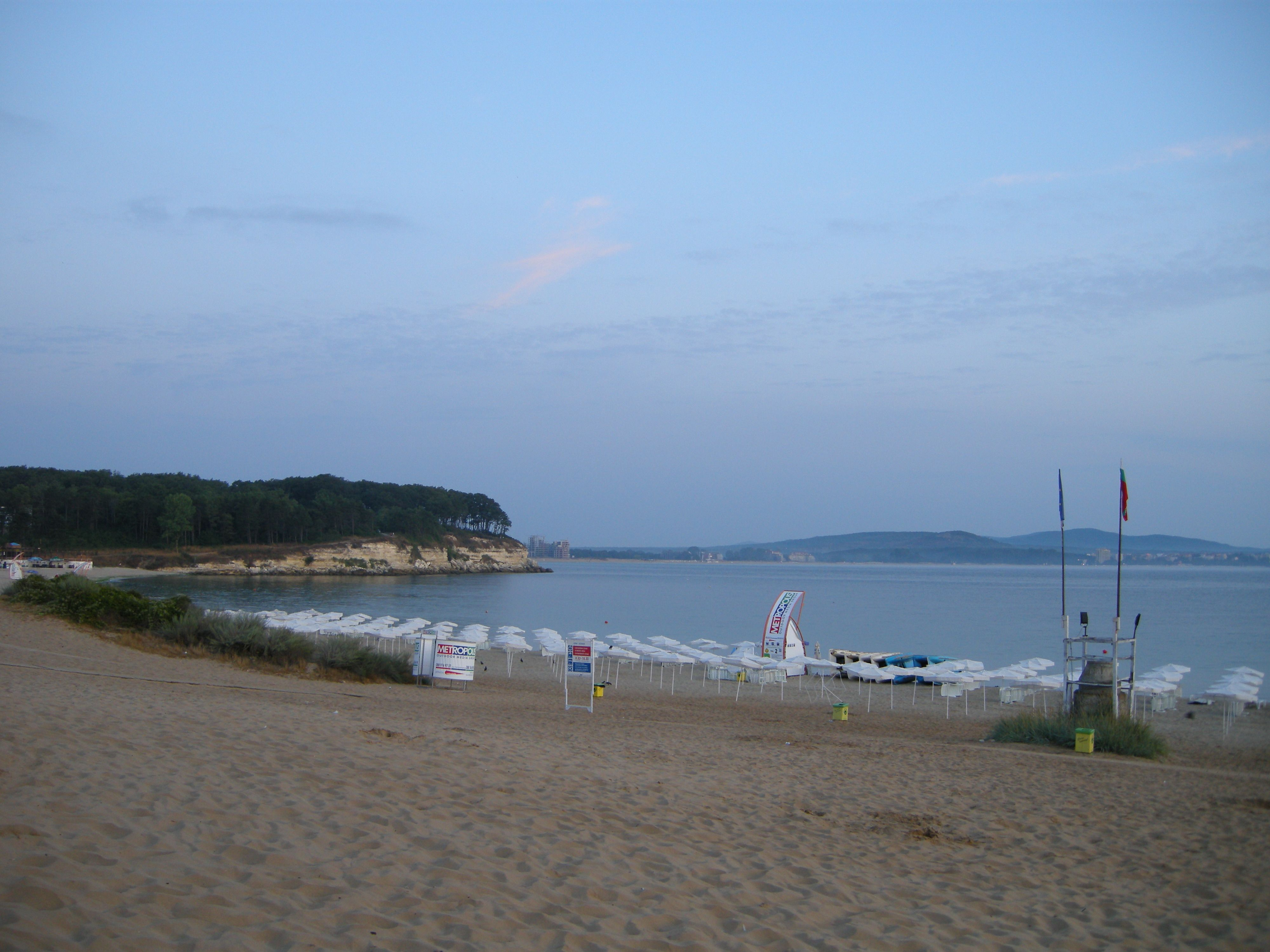
Пляж «Атлиман» в Китене

Китен (болг. Китен) — город в Болгарии. Расположен на побережье Чёрного моря, рядом с устьем реки Карагач. Находится в Бургасской области, входит в общину Приморско. Население составляет 1142 человека (2022).

## История
Населённое место Урдовиза стало селом в 1932 году. В 1934 году в селе общины Приморско Бургасской сельской околии Бургасской области было 45 домохозяйств в 39 жилых зданиях. Переименовано в Китен в 1937 году. Затем вошло в состав общины Царево околии Царево.
С 1949 года Царевская (с 1950 года — Мичуринская) околия вошла в состав Бургасского округа. В 1959 году околии были ликвидированы. В 1960 году село вошло в общину Приморско. С 1978 года — вновь в общине Мичурин. В 1981–1991 годах — микрорайон города Приморско. С 1991 года вновь село общины Мичурин (Царево) в Бургасской области. В 2001 году село опять вошло в общину Приморско. Город с 2005 года.
В 2011 году в национальном составе населения города преобладали болгары (96,5 %), цыгане составляли 1,9 %.

## Население
| 1934 | 1946 | 1956 | 1965 | 1975 | 1985 | 1992 | 2001 | 2011 | 2016 |
| ---- | ---- | ---- | ---- | ---- | ---- | ---- | ---- | ---- | ---- |
| 183  | 307  | 384  | 427  | 537  | ?    | 751  | 867  | 958  | 947  |

## Политическая ситуация
В местном кметстве Китен, в состав которого входит Китен, должность кмета (старосты) исполняет Атанас Петров (независимый) по результатам выборов правления кметства.
Кмет (мэр) общины Приморско — Димитро Германов (Граждане за европейское развитие Болгарии) по результатам выборов в правление общины.

## Достопримечательности
Китен является очень красивым местом для отдыха болгарских и иностранных туристов. В городе есть два пляжа — Атлиман (север) и Южен (юг). На курорте есть небольшой порт, в котором можно арендовать лодку, чтобы ходить в соседние населённые пункты — Приморско, Лозенец, Ахтопол.
В городе находятся руины крепостной стены древнего города Урдовиза. Они являются частью военно-морской базы, поэтому доступ к ним ограничен. Ожидается, что они будут восстановлены.

## Другое
В честь Китена был назван мыс на полуострове Троицы в Антарктиде.